# Смардзево (Плонський повіт)
Смардзево (пол. Smardzewo) — село в Польщі, у гміні Сохоцин Плонського повіту Мазовецького воєводства.
Населення — 407 осіб (2011).
У 1975-1998 роках село належало до Цехановського воєводства.

## Демографія
Демографічна структура станом на 31 березня 2011 року:
|          | Загалом | Допрацездатний вік | Працездатний вік | Постпрацездатний вік |
| -------- | ------- | ------------------ | ---------------- | -------------------- |
| Чоловіки | 202     | 47                 | 134              | 21                   |
| Жінки    | 205     | 49                 | 114              | 42                   |
| Разом    | 407     | 96                 | 248              | 63                   |